# Daya Kusuma
Daya Kusuma is een bestuurslaag in het regentschap Banyuasin van de provincie Zuid-Sumatra, Indonesië. Daya Kusuma telt 1328 inwoners (volkstelling 2010).